# 질리언 허비
질리언 허비(Jillian Hervey, 1989년 6월 19일 ~ )는 미국의 가수이다. 미국의 네오 소울 듀오 라이언 베이브의 멤버이다.